# Parc national de la Boucle du Baoulé
Le parc national de la Boucle du Baoulé est un parc national situé dans les régions de Kayes et de Koulikoro, dans le sud-ouest du Mali.

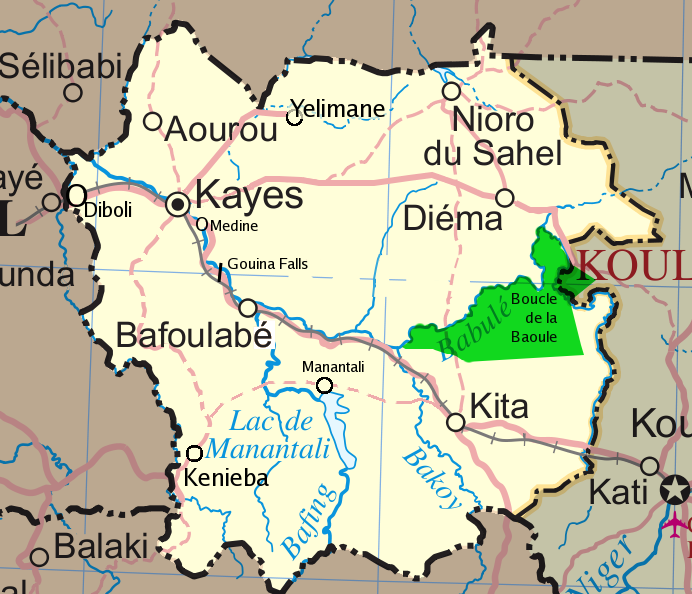
La réserve de biospère de la Boucle du Baoulé

À cet endroit, le Baoulé, affluent du Bakoye, forme une boucle. La présence de nombreux points d’eau permanents attire une faune riche avec plusieurs espèces de grands mammifères africains emblématiques, notamment pendant la saison sèche, d'octobre à mai.
Le parc national, ainsi que plusieurs réserves de faune adjacentes, a été classé en tant que réserve de biosphère par l'Unesco depuis 1982.
Cette région possède un patrimoine archéologique important comprenant des tombes et des rochers sculptés : plus de 200 éléments y ont été répertoriés.

## Géographie

### Situation géographique
Le parc national est situé a environ 160 km au nord de Bamako.

### Climat
Les précipitations annuelles varient entre 650 mm/an au nord et 1 000 mm/an au sud, y alternent une saison sèche et une saison humide.

### les aires protégées
La réserve de biosphère couvre une superficie totale de 2 500 000 ha, elle est composée du Parc national de la boucle du Baoulé, de la « Réserve de faune du Badinko » au sud-ouest, de la « réserve de Kongassambougou » au nord-est et de la « réserve de Fina » au sud.
| zone centrale | zone tampon | zone de coopération |
| ------------- | ----------- | ------------------- |
| 533 037 ha    | 177 345 ha  | 1 789 618 ha        |

Le parc et les réserves du Badinko et de Kongassambougou sont répertoriés comme « zone importante pour la conservation des oiseaux ML 015 » par l'ONG Birdlife International. Celle-ci s'étend sur 709 800 ha.

## Biodiversité
Le paysage de cette zone est composé de brousse semi-aride sahelienne au nord, dominée par les Combretum spp. et de savanne arborée soudano-guinéenne à Isoberlinia au sud. Une ripisylve dense borde la Baoulé et ses affluents majeurs, ainsi que des marais et des lacs. Les écosystèmes semi-arides du nord sont menacés par la sécheresse, en outre le paysage est parfois débroussailler pour étendre les zones consacrées à l'agriculture.
Les populations de lions, hyènes et éléphants de savane sont stables ou en  augmentation, et le guépards était encore présent en 2001. L'avifaune est typique du la zone sahelienne, ce qui a justifié son statut de ZICO.

## Population et activités humaines
Entre 78 300 et 150 000 personnes occupent la zone, selon la saison et les conditions climatiques. Les Kakolo, Sarkolés, Malinké et Bambaras sont généralement des agriculteurs sédentaires, les peuls et maures pratiquent le pastoralisme transhumants dans le nord pendant la saison sèche, et les Bozos sont souvent des pêcheurs.